# Флис, Владимир Васильевич
Владимир Васильевич Флис (23 марта 1924, Станиславов — 7 августа 1987, Львов) — известный украинский музыковед, композитор, педагог, профессор Высшего музыкального института им. М. Лысенко (теперь — Львовская национальная музыкальная академия имени Николая Лысенко).

## Биография
Родился в городе Станиславове (ныне Ивано-Франковск). С детства играл на скрипке и на фортепиано. Музыкальное образование получил в Консерватории им. С. Монюшко по классу скрипки (1932–1939). Полгода учился в Берлинской консерватории Штерна (1943), предварительно сдав экзамен по гармонии у знаменитого немецкого композитора Рихарда Штрауса. По возвращении в течение 1945–1947 годов В. Флис изучал композицию в Львовской государственной консерватории им. М. Лысенко в классе профессора Романа Симовича.
В 1947 году он как студент третьего курса был арестован спецслужбами и после длительных допросов приговорён к 25 годам лишения свободы по статье «Измена Родине и контрреволюционная деятельность» (по данным биографа Владимира Пасечника, возможно, основной причиной ареста В. В. Флиса была его учеба в Берлинской консерватории, где вступительный экзамен по гармонии принимал выдающийся композитор Рихард Штраус). В 1948 году композитора ссылают в Карагандинский исправительно-трудовой лагерь (КазССР), который значительно подорвал его жизненные силы и только через шесть лет, 22 октября 1954 года Карагандинский областной суд принял решение о срочном освобождении В. Флиса по состоянию здоровья. Окончательное увольнение и закрытие дела композитора было осуществлено в 1956 году Управлением КГБ при Совете Министров СССР на Белорусской железной дороге и в документации отмечено, что дело по обвинению закрыто из-за отсутствия уголовного преступления.
Любопытно, что об этих годах в автобиографии В. Флиса, хранящейся в архиве ЛНМА им. М. Лысенко, ничего не указано — «В 1948 году выехал в Казахскую ССР, где работал до 1955 года руководителем художественной самодеятельности при трасте „Казмедьстрой“». Далее в этом же документе указано, что в 1955 году В. В. Флис переехал в Карпаты, где руководил оркестром народных инструментов в Делятинском леспромхозе.
В 1957 году композитор возвращается во Львов, где возобновляет обучение во Львовской государственной консерватории им. М. Лысенко (класс композиции Романа Симовича), которую заканчивает с отличием в 1961 году. Дипломной работой Флиса стала симфоническая поэма «Ярема Галайда» по произведению Тараса Шевченко «Гайдамаки» .
В том же году Владимир Васильевич начал свою преподавательскую деятельность, которая принесла в украинскую культуру немало достижений. До 1963 года работает преподавателем музыкально-теоретических дисциплин в Ивано-Франковском музыкальном училище и Ивано-Франковском педагогическом институте. Переехав во Львов, в течение 1963—1965 годов преподаёт во Львовском музыкальном училище и впоследствии получает приглашение на должность преподавателя кафедры теории музыки, позже кафедры композиции Львовской консерватории (сейчас ЛНМА им. М.Лысенко ), где работает до конца жизни. В этот период В. Флис стал членом Национального союза композиторов Украины .
Как педагог воспитал целую генерацию украинских художников, музыковедов и известных композиторов современности, таких как Ольга Криволап, Анна Гаврилец, Виктор Каминский, Виктор Тиможинский, Александр Левкович, Богдана Фроляк, Александр Опанасюк, Людмила Дума, Роман Стельмащук.
Людмила Дума:
...Человек чрезвычайно широких взглядов. В нем сочетались доброта и строгость, мудрость и сарказм, эрудиция, высокий профессионализм и мастерство...
Оригинальный текст (укр.)...Людина надзвичайно широких поглядів. В ньому поєднувались доброта і строгість, мудрість і сарказм, ерудиція, високий професіоналізм та майстерність...

Степан Стельмащук:
Был Владимир Флис интеллигентным, доброго нрава, возможно несколько замкнутого характера, но эрудированным и интересным парнем. Он был совершенным теоретиком и компетентным в творческих вопросах
Оригинальный текст (укр.)Був Володмир Флис інтелігентним, доброї вдачі, можливо дещо замкнутого характеру, але ерудованим та цікавим хлопцем. Він був досконалим теоретиком та компетентним у творчих питаннях

Так и не создав своей семьи, В. Флис умер в одиночестве от тяжёлой болезни 7 августа 1987 года.

## Музыковедческое наследие
Результатом длительного методического труда В. В. Флиса стал фундаментальный учебник «Сольфеджио» для детских музыкальных школ с первого по седьмой класс, созданный в соавторстве со известным львовским музыковедом Яремой Якубяком. Учебник является не только наиболее удачным трудом в данной сфере, но и основательной теоретической работой, основанной на чётком объяснении каждой предлагаемой темы, преимущественно на украинском песенном материале и музыке украинских композиторов. Выпуски для 1–4 классов были изданы в 1976 и 1979 годах, для 5-го — в 1980, 1983, для 6-го — в 1981, 7-го — в 1982 году. До сих пор в музыкальной педагогике учебник не теряет своей ценности и актуальности.

## Композиторское творчество
Творчество Владимира Флиса базируется на основах эстетики романтизма, близкой к галицким композиторам конца XIX – нач. XX века. Это выражается в выборе жанров (преобладание вокальных и фортепианных), образной палитры (портретность, внимание к психологической детализации), средств композиторской техники (монотематизм как принцип формообразования, индивидуализация мелодики, использование языковых интонаций, расширение тембровой и гармонической палитры музыки через использование натуральных устройств сопоставление мажора и минора). В течение всего творческого пути В. Флис оставался верным тенденциям позднеромантической эпохи.

## Творческое наследие

### Произведения для оркестра
- Кантата «Звените, Карпаты» (1960–1975)
- Симфоническая поэма «Ярема Галайда» (1961)
- Симфония (1972)
- Поэма-кантата «Моя Родина» (1976)

### Для камерного ансамбля
- Струнный квартет (1960, 1976)

### Камерно-инструментальные произведения
- «Песня» для скрипки (1960)
- Соната для фортепиано (1962) (утеряна)
- «Каприс» для скрипки (1969)
- Экспромт для фортепиано (1970)
- Скерцо для фортепиано (1972)
- Анданте для фортепиано (1973)
- Прелюдия и фуга для фортепиано
- Прелюдии и фуги для баяна (1974)

### Вокальные произведения, обработки народных песен
- «Берёзка» на сл. В. Сосюры
- «Неужели» на сл. А. Олеся
- «Откуда у тебя странные губы?» на сл. А. Олеся
- «Только тебя» (сл. А. Турчинской)
- «Что несёшь мне в тихом имени» (сл. И. Драча)
- Баллада о Думе
- «Я знаю, что такое война» (сл. М. Хоросницкой)
- «И небо неумытое» для мужского хора на сл. Т. Шевченко
- «За крутыми берегами» (украинская народная песня)
- «Там у мельницы» (украинская народная песня)
- «Ясная звездочка» на сл. Н. Карпенко
- «Кладочка» (шутливая песенка для женского терцета) на сл. Р. Флиса